# 대한민국 민사소송법 제32조
대한민국 민사소송법 제32조는 관할에 관한 직권조사에 대한 민사소송법 조문이다.

## 조문
제32조(관할에 관한 직권조사) 법원은 관할에 관한 사항을 직권으로 조사할 수 있다.

## 비교 조문
일본 민사소송법 제14조(직권 증거 조사) 재판소는 관할 관한 사항에 대하여 직권으로 증거 조사를 할 수 있다.

## 사례
- 한국주택금융공사 구상금